# Libériai labdarúgó-válogatott
A libériai labdarúgó-válogatott (becenevükön: Lone Stars) Libéria nemzeti csapata, melyet a libériai labdarúgó-szövetség irányít. A csapat még nem jutott ki egyetlen labdarúgó-világbajnokságra sem. A csapatot 2010. június 8-tól 2011 tavaszáig Bicskei Bertalan irányította, aki korábban vezette a magyar, illetve a maláj labdarúgó-válogatottat is.

## Nemzetközi eredmények
Nyugat-afrikai Kupa
- Ezüstérmes: 1 alkalommal

CEDEAO Kupa
- Ezüstérmes: 1 alkalommal

## Világbajnoki szereplés
- 1930–1962 – Nem indult
- 1966 – Visszalépett
- 1970–1978 – Nem indult
- 1982–1990 – Nem jutott be
- 1994 – Visszalépett
- 1998–2018 – Nem jutott be

## Afrikai nemzetek kupája-szereplés
- 1957 – Nem indult
- 1959 – Nem indult
- 1962 – Nem indult
- 1963 – Nem indult
- 1965 – Nem indult
- 1968 – Nem jutott be
- 1970 – Nem indult
- 1972 – Nem indult
- 1974 – Nem indult
- 1976 – Nem jutott be
- 1978 – Nem indult
- 1980 – Nem indult
- 1982 – Nem jutott be
- 1984 – Visszalépett
- 1986 – Nem jutott be
- 1988 – Nem jutott be
- 1990 – Nem jutott be
- 1992 – Visszalépett
- 1994 – Nem jutott be
- 1996 – Csoportkör
- 1998 – Nem jutott be
- 2000 – Nem jutott be
- 2002 – Csoportkör
- 2004 – Nem jutott be
- 2006 – Nem jutott be
- 2008 – Nem jutott be
- 2010 – Nem jutott be
- 2012 – Nem jutott be
- 2013 – Nem jutott be
- 2015 – Nem jutott be

## A válogatott szövetségi kapitányai
| #  | Időszak   | Nemzetiség   | Név                                  |
| -- | --------- | ------------ | ------------------------------------ |
| 1  | ?         | Libéria      | Josiah N. Johnson                    |
| 2  | 1999-2000 | Libéria      | Kadalah Kromah                       |
| 3  | 2000-2002 | Libéria      | George Weah Dominic George Vava      |
| 4  | 2002-2004 | Libéria      | Kadalah Kromah                       |
| 5  | 2004-2006 | Libéria      | Joseph Sayon                         |
| 6  | 2006      | Egyiptom     | Shawky Hussein Mahmoud Shehab El Din |
| 7  | 2006-2008 | Libéria      | Joe Nagbe                            |
| 8  | 2008-2009 | Németország  | Antoine Hey                          |
| 9  | 2009-2010 | Anglia       | Mark Hateley                         |
| 10 | 2010-2011 | Magyarország | Bicskei Bertalan                     |